# شبق (رواية)
شبق (بالألمانية: Lust) هي رواية صدرت عام 1989 للكاتبة النمساوية إلفريدي يلينيك. ترجمها إلى اللغة العربية نبيل الحفار في 224 صفحة وصدرت عن منشورات الجمل سنة 2017.

## الحبكة
تدور أحداث الرواية حول "غيرتي"، زوجة مدير مصنع ومدمنة على الكحول، تعيش زواجًا تعيسًا يشكل الجنس العنيف جزءًا منه. تعتقد أنها تجد مخرجًا في علاقة غرامية مع طالب جامعي، ولكن هذه العلاقة تأخذ في النهاية أشكالًا مماثلة. بعد عودتها إلى زواجها التعيس، تقتل ابنها الصغير قرب نهاية الرواية، كبديل عن زوجها.

## الخلفية
خططت إلفريدي يلينيك في الأصل بمشروعها الروائي هذا أن تشكل خطابًا مضادًا لتلك الأساليب التمثيلية الفاحشة والإباحية التي صاغها كتّاب مثل جورج باطاي، أو ماركيز دي ساد أو هنري ميلر. ووصفت رواية قصة أو للكاتبة بولين رياج بأنها "الإباحية النسائية الوحيدة الناجحة"، مما وضع روايتها مسبقًا في سياق المازوخية، وهو ما أثر بشكل كبير على استقبال النص في وسائل الإعلام والنقد الأدبي.
في مقابلة مع بريغيته لاهان، وصفت يلينيك أسلوبها بأنه "مناهض للإباحية" ذو "تأثير جدلي متبادل". يكمن تأثير الرواية في جعل تلك القراءة التلصصية مستحيلة، وهي القراءة التي تشكل عادةً أساس استقبال المواد الإباحية.

## النقد
نوقشت الرواية في برنامج الرباعية الأدبية (Das Literarische Quartett). قالت سيغريد لوفلر: "من المؤكد أن هذا العمل لم يصبح إباحية نسائية، لأن هذه اللغة في الواقع قد انقلبت ضد الكاتبة. لا يمكن للمرأة في المجتمع، كما هو عليه، أن تكتب عملًا إباحيًا، لأنه لا توجد لغة لذلك. فاللغة يسيطر عليها الرجال." وعلّق مارسيل رايش-رانيكي: "إنها بالطبع لا تقدم الشيء الحاسم الذي يهم في الكتب التي تتناول الموضوعات الجنسية، وأنا أعني الأدب الخيالي بالطبع. [...] الأمر يتعلق بإظهار ما هو صعب للغاية، أي ما تشعر به المرأة أو الرجل أو كلاهما أثناء هذه الأمور." وانتقد يورغن بوشه أن الرواية يجب أن "تنقل بنفسها ما تطرحه من طوباوية أو بدائل لما تصوره"، وهو ما لا تفعله.

## ببليوغرافيا
أوتا ديغنر: Eine ‚unmögliche‘ Ästhetik – Elfriede Jelinek im literarischen Feld (جمالية 'مستحيلة' - إلفريده يلينيك في الحقل الأدبي). فيينا، كولونيا: Böhlau 2022 (سلسلة تاريخ الأدب في دراسات ومصادر، المجلد 33)، ص. 227–273 [الفصل 6: "شهوة كهجاء متطرف"]. doi:10.7767/9783205214861.
نوربرت كريستيان وولف: Lust im journalistischen Feld, Unlust an der Lektüre. Zur Funktion der Werkpolitik und Kritik an Jelineks Roman (شهوة في الحقل الصحفي، والنفور من القراءة. حول وظيفة سياسة العمل والنقد في رواية يلينيك). في: Elfriede Jelinek: Provokationen der Kunst (إلفريده يلينيك: استفزازات الفن). تحرير أوتا ديغنر وكريستا غورتلر. برلين، بوسطن: De Gruyter 2021، ص. 133–161. doi:10.1515/9783110742435-008

## أنضر أيضا
- معلمة البيانو
- العاشقات
- المستبعدون